# Ian Browne
Ian Sterry Browne, detto Joey (Melbourne, 22 giugno 1931 – Melbourne, 24 giugno 2023), è stato un pistard australiano.
È ricordato principalmente per aver vinto insieme a Tony Marchant una medaglia d'oro ai Giochi Olimpici di Melbourne del 1956 nella prova del tandem.

## Olimpiadi
- 1 medaglia:
  - 1 oro (Melbourne 1956 nel tandem)

## Giochi del Commonwealth
- 2 medaglie:
  - 2 ori (Cardiff 1958 nelle 10 miglia; Perth 1962 nei 1000 metri velocità)